# Party (album)
Party je studiové album Iggy Popa z roku 1981, na kterém spolupracoval s českým kytaristou a baskytaristou skupiny Patti Smith Group Ivanem Králem.

## Seznam skladeb
Všechny skladby napsali Iggy Pop a Ivan Král, pokud není uvedeno jinak.
1. "Pleasure" – 3:10
2. "Rock and Roll Party" – 4:11
3. "Eggs on Plate" – 3:41
4. "Sincerity" – 2:38
5. "Houston Is Hot Tonight" – 3:30
6. "Pumpin' for Jill" – 4:30
7. "Happy Man" – 2:19
8. "Bang Bang" – 4:08
9. "Sea of Love" (George Khoury, Phil Phillips) – 3:49
10. "Time Won't Let Me" (Tom King, Chet Kelley) – 3:22

### Bonusové skladby na CD
1. "Speak To Me" - 2:39
2. "One for My Baby (and One More for the Road)" (Harold Arlen, Johnny Mercer) - 4:05

## Sestava
- Iggy Pop – zpěv
- Ivan Kral – kytara, klávesy
- Rob Duprey – kytara
- Michael Page – baskytara
- Douglas Bowne – bicí